# Římskokatolická farnost Tlumačov
Římskokatolická farnost Tlumačov je územní společenství římských katolíků s farním kostelem svatého Martina v děkanátu Zlín. 

## Historie farnosti
První písemná zmínka o kostele v obci pochází z konce 14. století, stavba je však zřejmě starší – nejstarší část kostela je presbytář s gotickou klenbou a dvěma románskými okny. Věř byla postavena roku 1585. 

## Duchovní správci
Administrátorem excurrendo je od července 2011 R. D. Mgr. Michal Šálek.

## Bohoslužby
| Kostel          | Místo    | Bohoslužba (den)       | Hodina                                                                       | Poznámka     |
| --------------- | -------- | ---------------------- | ---------------------------------------------------------------------------- | ------------ |
| svatého Martina | Tlumačov | neděle pondělí čtvrtek | 9.00 15.30 /zimní čas)/16.30 (letní čas) 17.00 (zimní čas)/18.00 (letní čas) | farní kostel |

## Aktivity ve farnosti
Ve farnosti se pravidelně koná tříkrálová sbírka. V roce 2016 činil její výtěžek 46 691 korun.